# ビートたけしの日本BAKA党宣言
『ビートたけしの日本BAKA党宣言』（ビートたけしのにほんバカとうせんげん）は、1990年1月14日の21:00 （JST）からフジテレビ系列の『花王名人劇場』枠で、ビートたけしがメイン司会として放送されたIVSテレビ制作と関西テレビの共同制作バラエティ番組。

## 概要
「バカのバカによるバカのための番組」をテーマに、ビートたけしが「日本BAKA党」を結成。世の中のバカで間抜けな物を紹介したり、下らなさを追求したコントやゲーム企画を展開したりした。
後に『北野ファンクラブSP』(同系列局のフジテレビ、1991年3月6日放送)でこの番組の視聴率が8パーセントしかなかった事が、たけしからあかされた。

## 出演者

### BAKA党党首（司会）
- ビートたけし

### BAKA党党員
- たけし軍団

### アシスタント
- 大島智子（現・大島さと子）

### ゲームコーナー応援団
- 青空球児・好児
- 小野ヤスシ
- スクールメイツ

### ゲームコーナー審査員
- 細川隆一郎
- 木内みどり
- 石原良純
- 芹沢信雄
- 謎の外国人（大げさに笑うだけのエキストラ）

## 内容
党首たけしはドイツ陸軍の軍服に鹿の角と馬の尾を付けた特製衣裳、党員（たけし軍団）は全員がSMやレオタード等のコント衣裳で登場。たけしのBAKA党結党宣言により番組を開始。
BAKA紹介コーナー
世の中のバカを紹介するコーナー。名前が「バカ」と言うだけで何度もバカと連呼されたホルヘ・バカ（メキシコのボクシング選手）などの間抜けな新聞記事や、テレビショッピング番組のわざとらしい演技などを紹介。
一発BAKAコント
陸上競技や紙相撲などを題材にしたコントコーナー。番組内で数回行われた。
正月BAKA党芸能人ゲーム大会
スタジオでの体を張ったゲームコーナー。スロープに開けた穴から舌だけを出して通過した物を当てる「なめ当てゲーム」などを展開。審査員から思わず「下らない」と声が上がった。
焼肉スポーツ
たけしの当時の行きつけの焼肉店店主を解説に迎え、焼肉をしながらスポーツをするコーナー。七輪をボール代わりに使う「焼肉ラグビー」やホットプレートを腹部に付けグローブに肉を付けてボディーを打ち合い、肉の焼き具合を競う「焼肉ボクシング」などが行われた。
エンディング
実は収録順がゲームコーナーの前だったが出演者には知らされていなかったため、「今日はいかがでした?」と聞かれた小野ヤスシは困惑していたが、他の出演者は状況を察して何とか対応。ガダルカナル・タカのBAKA三唱の締めの後、たけしが観客に「今日観た事は誰にも言わないように」と口止めしている所で番組終了。

## スタッフ
- 構成：前田昌平、長田聖一郎、ダンカン、阿部一也、中野俊成、澤井康成
- 技術：八峯テレビ
- SW：稗田勗
- CAM：元木宏
- VE：三代田俊雄
- AUD：飯塚明
- 照明：伊藤恵吉（彩光）
- 美術制作：永本允
- デザイン：石森慎司
- 大道具：山田浩次
- 装飾：鈴木春美
- 衣裳：山田伸太郎
- 持道具：樋口政人
- メイク：ビアンコ
- TK：毛利弘子
- 音効：金子喜久夫
- 編集：映像通信
- 収録スタジオ：芝公園スタジオ
- 衣装協力：きもののパルク
- 協力：日本直販
- 美術協力：フジアール
- 制作協力：オフィス北野
- 制作スタッフ：山谷和隆、星野直美
- ディレクター：後藤喜男
- 演出：松崎俊顕（IVSテレビ制作）
- プロデューサー：越智武彦（関西テレビ）、籏啓祝（関西テレビ）、望月政道（IVSテレビ制作）
- 制作：関西テレビ、IVSテレビ制作